# Limousine liberal

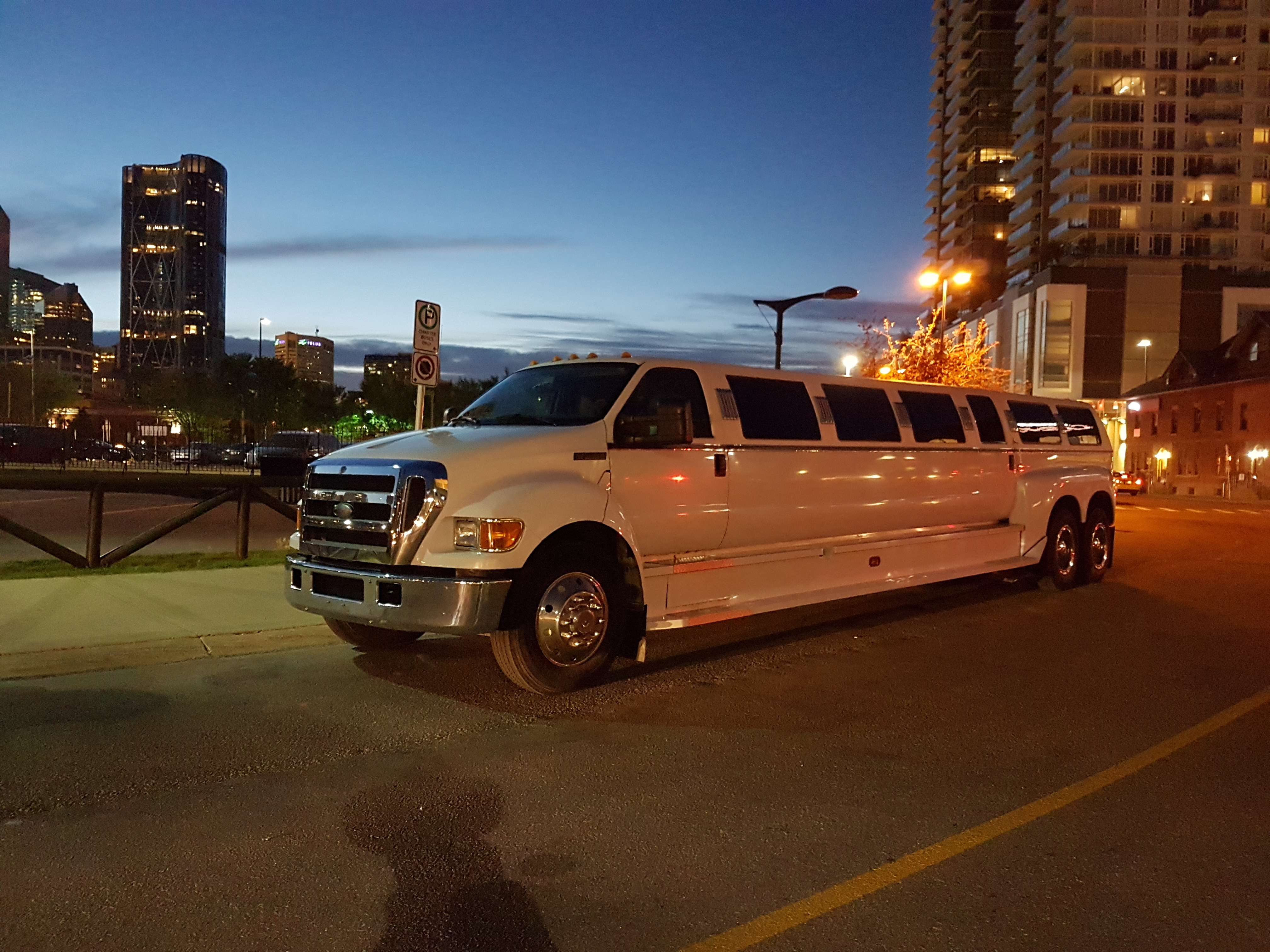
Le terme fait référence aux limousines, comme un symbole de richesse.

Limousine liberal (en français : libéral Limousine) et latte liberal sont des termes politiques péjoratifs américains employés dans le but d'illustrer le comportement hypocrite des politiques libéraux prospères et d'autres gauchistes de l'élite et de la classe moyenne supérieure. Des termes apparentés sont : membre de la gauche caviar (Champagne socialist), socialiste né avec une cuillère d’argent dans la bouche (Silver-spoon socialist), marxiste Mercedes, et Noblesse Rouge. 

## Création et premiers usages

### Campagne de Procaccino
Le candidat démocrate aux élections municipales de New York, Mario Procaccino, formula le terme "limousine liberal" afin de décrire le maire sortant John Lindsay ainsi que ses riches bailleurs de fonds issus de Manhattan lors d'une campagne houleuse en 1969. L'historien David Callahan déclara que Procaccino : 
« évoqua l’image acide de riches bienfaiteurs hypocrites, à l’abri des conséquences négatives de leurs mauvaises idées. Ce thème est resté depuis lors au cœur des attaques des conservateurs. »
Il fut un qualificatif populiste et producériste, portant une accusation implicite que le peuple qu'il décrit fût protégé de toutes les conséquences négatives de leurs programmes qui prétendaient bénéficier au pauvre et que les coûts ainsi que les conséquences de tels programmes seraient portés dans l'ensemble par la classe ouvrière ou la classe moyenne inférieure qui ne furent pas si pauvres pour être elles-mêmes bénéficiaires. Procaccino critiqua Lindsay particulièrement pour favoriser les minorités sans emploi, comme par exemple les noirs et les latinos, sur les ethnies blanches de la classe ouvrière.
Une note de campagne de Procaccino critiqua : "les riches super-assimilés et vivant sur la Cinquième Avenue, maintenant certaines maisons de maître de choix à l'extérieur de la ville et n'ont aucun sentiment pour la petite classe moyenne commerçante, propriétaire, etc. Ils prêchent la politique du conflit, et cautionne la révolte violente dans la société puisqu'ils ne sont pas touchés par cela et sont protégés par leurs courtisans." The Independent révéla plus tard que "Lindsay est apparu comme un individu charismatique et ne se droguant pas, un 'limousine liberal' qui ne savait rien des préoccupations de la même 'majorité silencieuse' que portait Richard Nixon à la Maison Blanche au même instant."

### Déségrégation
Après que la Cour Suprême prononça un jugement contre les retards de la déségrégation dans le Alexander v. Holmes County Board of Education, l'ancien gouverneur de l'Alabama, George Wallace, dénonça la décision de la cour et qualifia les juges de "limousine hypocrites". 

## Usage ultérieur
The New York Observer appliqua le terme au candidat aux Primaires présidentielles du Parti démocrate américain de 2008, John Edwards, qui paya $400, soit 385€ (équivalent à $590 en 2023, c'est-à-dire environ 570€) pour une coupe de cheveux, et, selon le journal, "donnait des conférences sur la pauvreté tandis qu'il vivait dans une opulence sécurisé",.
Le militant des droits civiques Al Sharpton employa le terme latte liberal dans le but de critiquer les gauchistes (principalement blancs et à salaire élevé) "s'asseyant autour des Hamptons" qui prônaient le mouvement « Defund the Police », littéralement « réduisez les budgets de la police », qui appelle à la refonte du système policier américain, et ignoraient les inquiétudes des Afro-Américains qui souffrent sous des taux de criminalité élevés et comptent sur la police,,,,.

## Lectures complémentaires
- (en) Andrew Stark, « Limousine liberals, welfare conservatives : On belief, interest, and inconsistency in democratic discourse », Political Theory, vol. 25, no 4,‎ 1997, p. 475–501
- (en) Steve Fraser, The Limousine Liberal : How an Incendiary Image United the Right and Fractured America, Basic Books, 2016
- (en) Peter L. Francia, « Limousine liberals and corporate conservatives : The financial constituencies of the democratic and republican parties », Social Science Quarterly, vol. 86, no 4,‎ 2005, p. 761–778
- (en) Steve Fraser, « It's Time to Take Woke Capital Seriously », Dissent, vol. 69, no 1,‎ 2022, p. 107–114 (DOI 10.1353/dss.2022.0013)